# Nordin Benallal
Nordin Benallal, surnommé Le Roi de l'évasion, né en 1979 à Watermael-Boitsfort (Belgique), est un criminel belge ayant opéré principalement en Belgique mais aussi aux Pays-Bas.
Il est notamment connu, en Belgique, pour des braquages médiatisés et pour ses évasions. Ses actes les plus marquants sont la course poursuite avec la police à Molenbeek-Saint-Jean le 13 août 2004 et l'évasion de prison d'Ittre en effectuant une prise d'otages le 28 octobre 2007. Il est incarcéré pendant trois ans dans la prison la plus haute sécurisée des Pays-Bas, à Vught, avant d'être extradé en Belgique dans la prison de Bruges.

### Documentaires télévisés
- « Polémique sur la détention de Nordin Benallal » en 2011 de Mohammed Tijjini sur AMTV Belgique.

### Ouvrages
Cette bibliographie est indicative.
 : document utilisé comme source pour la rédaction de cet article.
- Benallal Samira, Mon frère n'est pas "l'ennemi public nº 1, Editions Couleur livres, 2006 (ISBN 2870034563)